# Elliott Kastner
Elliott Kastner (Harlem, 7 de janeiro de 1930 — Londres, 30 de junho de 2010) foi um produtor cinematográfico norte-americano. Foi casado com a designer de interiores Tessa Kennedy, tornando-se padrasto do ator Cary Elwes.